# Rini Plasmans
Rini Plasmans (Notendaal, 26 november 1956) is een voormalig Nederlands voetballer. Via de jeugd van Feyenoord kwam de aanvaller terecht bij onder andere Excelsior en FC Twente.
Plasmans werd als jeugdspeler van Feyenoord geselecteerd voor de Nederlandse UEFA-jeugd (spelers tussen de 16 en 18 jaar). Op 17 november 1975 debuteerde hij in de Eredivisie tegen Excelsior, als vervanger van de geschorste Jørgen Kristensen. In de met 4-1 gewonnen wedstrijd scoorde Plasmans de 1-0. Hij maakte van 1974 tot 1977 deel uit van de selectie van Feyenoord, maar kwam behalve deze ene wedstrijd niet tot spelen. In seizoen 1977/78 werd Plasmans verhuurd aan FC Den Bosch, dat uitkwam in de Eerste divisie. In 1978 werd hij overgenomen door Excelsior, dat een jaar later kampioen werd van de Eerste divisie en promoveerde.
De meest gedenkwaardige wedstrijd voor Plasmans in het shirt van Excelsior vond plaats op 2 maart 1980, toen Feyenoord in het eigen Stadion Feijenoord met 4-0 verslagen werd. Plasmans was de uitblinker die één doelpunt voorbereidde en zelf de 4-0 binnenschoot. Excelsior eindigde dat seizoen als negende in de Eredivisie. Plasmans kwam nog twee seizoenen uit voor Excelsior en werd in 1982 aan FC Twente verkocht.
Bij Twente speelde Plasmans een redelijk eerste seizoen met vijf doelpunten in 26 wedstrijden. De ploeg degradeerde echter naar de Eerste divisie. In zijn tweede seizoen scheurde hij zijn kruisbanden en was hij langdurig uitgeschakeld. In 1984 beëindigde hij zijn carrière.